# Distrito Suroeste
Distrito Suroeste es el nombre de uno de los cinco distritos en que se divide administrativamente el municipio de Santa Cruz de Tenerife (Canarias, España).
La sede y oficina del Distrito Suroeste perteneciente al Excmo. Ayuntamiento de Santa Cruz de Tenerife se encuentra en el barrio de El Sobradillo.

## Características
El distrito, separado del resto de la ciudad por la Montaña de Taco y la TF-2, es el segundo en extensión tras Anaga, y el segundo en población tras Salud-La Salle, siendo la zona del municipio con más posibilidades de expansión. Las condiciones orográficas y la disponibilidad de suelo permiten la construcción de nuevos pisos, siendo en esta parte de la ciudad donde se concentran la mayoría de actuaciones públicas en materia de vivienda quedando atrás su pasado ligado a la agricultura principalmente de secano, evidenciado por la existencia de suertes de territorio, yermas actualmente, delimitadas muchas con trabajados muros de mampostería, eras circulares o molinos de alto valor etnográficos.
Algunos barrios de este distrito, como El Sobradillo o El Chorrillo, son reconocidos puntos de salida de peregrinos, normalmente la víspera de cada 15 de agosto, que van a Candelaria para venerar a la Virgen de Candelaria, patrona de Canarias.

### Barrios
| Denominación        | Superficie | Población (2016) |
| ------------------- | ---------- | ---------------- |
| Acorán              | 0,88 km²   | 2 792 hab.       |
| Alisios             | 0,62 km²   | 4 393 hab.       |
| Añaza               | 1,28 km²   | 9 102 hab.       |
| Barranco Grande     | 2,08 km²   | 7 537 hab.       |
| El Chorrillo        | 1,36 km²   | 643 hab.         |
| La Gallega          | 1,57 km²   | 6 915 hab.       |
| Llano del Moro      | 1,31 km²   | 1 560 hab.       |
| Santa María del Mar | 0,37 km²   | 1 378 hab.       |
| El Sobradillo       | 2,25 km²   | 9 559 hab.       |
| El Tablero          | 2,45 km²   | 1 939 hab.       |
| Tíncer              | 0,41 km²   | 2 684 hab.       |
| Total Distrito      | 14,58 km²  | 48 502 hab.      |

## Demografía
| 2005   | 2006   | 2007   | 2008   | 2009   | 2010   | 2011   | 2012   | 2013   | 2014   | 2015   | 2016   |
| ------ | ------ | ------ | ------ | ------ | ------ | ------ | ------ | ------ | ------ | ------ | ------ |
| 37 979 | 40 091 | 41 489 | 43 334 | 45 031 | 46 339 | 47 664 | 46 402 | 47 066 | 47 481 | 47 926 | 48 502 |

Web: www.suroesteavanza.es

## Representantes
Tras la moción de censura a Patricia Hernández (PSOE), la presidencia del Tagoror del Suroeste es ostentada por el concejal Javier Rivero Rodríguez CC-PNC
En la legislatura 2015-2019 el Tagoror del Distrito estuvo representado por la Concejal-Presidenta Gladis de León León (CC), y por cuatro vocales a propuesta de CC-PNC; dos a propuesta del PP; dos a propuesta del PSOE; uno a propuesta de SSP; uno a propuesta de Cs y uno por el Grupo Mixto (IU).

## Lugares de interés
- Zona arqueológica Barranco del Muerto (BIC)
- Molino de Barranco Grande (BIC)
- Molino de Llano del Moro (BIC)
- Molino de Cuevas Blancas (BIC)
- Centro Comercial Añaza Carrefour
- Piscina Municipal Dácil Cabrera Flores
- Centro Insular de Atletismo de Tenerife